# Darrícal
Darrícal är en ort i Spanien.   Den ligger i provinsen Provincia de Almería och regionen Andalusien, i den södra delen av landet, 400 km söder om huvudstaden Madrid. Darrícal ligger 386 meter över havet och antalet invånare är 544.
Terrängen runt Darrícal är huvudsakligen kuperad. Darrícal ligger nere i en dal. Runt Darrícal är det ganska tätbefolkat, med 62 invånare per kvadratkilometer. Närmaste större samhälle är Adra, 18,9 km söder om Darrícal. Omgivningarna runt Darrícal är i huvudsak ett öppet busklandskap.